# Nana (film, 1934)
A Nana 1934-ben bemutatott amerikai film Dorothy Arzner és George Fitzmaurice rendezésében, Émile Zola azonos című regénye alapján.
A címszerepet Anna Sten alakította. A Kijevben született, eredeti nevén Anel Szudakevics orosz némafilmekben kezdte, majd Nyugat-Európában folytatta pályafutását. A Nana volt első amerikai filmje

## Főszereplők
- Anna Sten – Nana
- Lionel Atwill – André Muffat
- Richard Bennett – Gaston Greiner
- Mae Clarke – Satin
- Phillips Holmes –George Muffat
- Muriel Kirkland – Mimi
- Reginald Owen – Bordenave
- Helen Freeman – Sabine Muffat
- Lawrence Grant – Grand Duke Alexis
- Jessie Ralph – Zoe
- Ferdinand Gottschalk – Finot